# Інтернет-аукціон
Інтернет-аукціон — аукціон в інтернеті, учасники якого дистанційовані один від одного. На продаж можуть бути виставлені будь-які товари та послуги. На онлайнових аукціонах, окрім звичних товарів може продаватись високотехнологічна і цифрова продукція, товари «зниженого» попиту або залишки колекцій попередніх сезонів, авіаквитки тощо. Перевагою такого аукціону є легкий доступ до участі у ньому всіх користувачів. Одним з найпопулярніших інтернет-аукціонів у світі є eBay, який було засновано 1995 року.

## Опис
Потенційні покупці товару зазвичай можуть отримувати максимум інформації про продавця і його товари. Учасниками аукціону можуть бути всі охочі, зазвичай незалежно від місця знаходження. Інша перевага онлайн-аукціонів: велика кількість товарів до продажу.
Однією з проблем звичних аукціонів — витрати на організацію та проведення. Аукціони в онлайні не вимагають особистої присутності учасників, що дозволяє значно знизити витрати учасників і збільшити їх кількість.
Рівень довіри між учасниками аукціону базується на таких факторах:
- система рейтингу, що будується зазвичай на відгуках;
- незалежна перевірка (верифікація) правдивості вказаних даних покупців і продавців;
- страхування покупок;
- проведення угод через рахунки типу «ескроу» (умовні документи, які набувають сили повної дії після виконання заздалегідь оговорених умов) щодо поставки продукції. Платежі надходять рахунки «ескроу» і переправляються продавцеві тільки після того, коли товар доставлено покупцеві;
- блокування продавців, що імітують попит на власну продукцію для підвищення інтересу;
- блокування покупців, які вже вигравали аукціони, але не завершували угоду.

Для онлайнового аукціону придатні не всі товари.

## Типи
Виділяють «англійський» і «голландський» типи аукціонів, а також аукціони без оголошення заявок.

### Англійський аукціон
У цьому аукціоні ведучий називає запропоновану ціну поки не залишиться учасників, готових її підвищити останню оголошену заявку, у тому числі в онлайні.

### Голландський аукціон
Первісна ціна встановлюється високою і через регулярні проміжки часу знижується. Перший учасник, що погоджується на поточну ціну, одержує стільки товарів за цією ціною, скільки захоче. Голландські аукціони використовуються для продажу і ціноутворення продуктів, які швидко псуються. Наприклад, квітів, молочних продуктів тощо.

### Аукціон без оголошення заявок
Кожен продавець може зробити одну заявку і не знає, які заявки пропонують інші. Продавець відштовхується від цінових пропозицій, що очікуються від конкурентів. Але він не може виставити ціну нижче запланованого мінімуму (зазвичай це витрати на створення або закупівлю товару).

## Терміни
Аукціон (від лат. auctionis) — публічний продаж майна підприємств, цінних паперів чи творів мистецтва без будь-яких заздалегідь встановлених умов. Термін «аукціон» описує продаж дефіцитних речей, що базується на конкуренції.
Вважається, що аукціони існували вже у Вавилоні у V ст. до н. е., на яких продавали дівчат у шлюб. Сучасне поняття аукціону дійшло до нас зі Стародавнього Риму. Античні торги проводилися спеціальними людьми, які називалися аукціонерами. З розпадом Римської імперії аукціони зникли, але згодом були відновлені у Середньовічній Європі.
1254 року королем Людовіком IX було видано декрет, що описував професію аукціонера. Появу сучасного типу аукціонів пов'язують із Нідерландами кінця XVI—XVII ст., вони також були популярними в Англії — сучасній батьківщині найбільших аукціонних будинків світу.
- Аукціонер — учасник аукціону.
- Аукціоніст — особа, що проводить аукціон.
- Аукціонний товар — товар, проданий через аукціон, готовий до аукціонної продажу.
- Лот — стандартна за кількістю якості партія товару.
- Партія товарів — певну кількість однорідної товару, виділений на продаж, пересилки, відправки.
- Стринги — подібні за якістю лоти, згруповані до більших партії. З кожного лоту та стрингу відбираються представницькі зразки. Кожному лоту і стрингу присвоюються свої номери, що вказуються в видаваних аукціонами каталогах.